# Якоб Гласек
Якоб Гласек (нар. 12 листопада 1964) — колишній швейцарський тенісист.
Найвищу одиночну позицію світового рейтингу — 7 місце досяг 17 квітня 1989, парну — 4 місце — 13 листопада 1989 року.
Здобув 5 одиночних та 20 парних титулів.
Перемагав на турнірах Великого шолома в парному розряді.
Завершив кар'єру 1996 року.

## Фінали за кар'єру

### Одиночний розряд: 14 (5–9)
| Результат | W/L | Дата     | Турнір                | Покриття   | Суперник            | Рахунок                      |
| --------- | --- | -------- | --------------------- | ---------- | ------------------- | ---------------------------- |
| Поразка   | 0–1 | Бер 1985 | Роттердам, Нідерланди | Килим      | Мілослав Мечирж     | 1–6, 2–6                     |
| Поразка   | 0–2 | Сер 1986 | Гілверсум, Нідерланди | Ґрунт      | Томас Мустер        | 1–6, 3–6, 3–6                |
| Поразка   | 0–3 | Лип 1988 | Гштад, Швейцарія      | Ґрунт      | Даррен Кейгілл      | 3–6, 4–6, 6–7(2–7)           |
| Поразка   | 0–4 | Жов 1988 | Базель, Швейцарія     | Тверде (i) | Стефан Едберг       | 5–7, 3–6, 6–3, 2–6           |
| Перемога  | 1–4 | Лис 1988 | Вемблі, Англія        | Килим      | Юнас Свенссон       | 6–7(4–7), 3–6, 6–4, 6–0, 7–5 |
| Перемога  | 2–4 | Лис 1988 | Йоганнесбург, ПАР     | Тверде (i) | Хрісто ван Ренсбург | 6–7(1–7), 6–4, 6–1, 7–6(7–4) |
| Поразка   | 2–5 | Лис 1988 | Брюссель, Бельгія     | Килим      | Анрі Леконт         | 6–7(3–7), 6–7(6–8), 4–6      |
| Перемога  | 3–5 | Лют 1989 | Роттердам, Нідерланди | Килим      | Андерс Яррід        | 6–1, 7–5                     |
| Поразка   | 3–6 | Лют 1989 | Ліон, Франція         | Килим      | Джон Макінрой       | 3–6, 6–7(3–7)                |
| Перемога  | 4–6 | Лис 1990 | Вемблі, Англія        | Килим      | Майкл Чанг          | 7–6(9–7), 6–3                |
| Перемога  | 5–6 | Вер 1991 | Базель, Швейцарія     | Тверде (i) | Джон Макінрой       | 7–6(7–4), 6–0, 6–3           |
| Поразка   | 5–7 | Лис 1991 | Москва, Росія         | Килим      | Андрій Черкасов     | 6–7(2–7), 6–3, 6–7(5–7)      |
| Поразка   | 5–8 | Лип 1995 | Гштад, Швейцарія      | Ґрунт      | Євген Кафельников   | 3–6, 4–6, 6–3, 3–6           |
| Поразка   | 5–9 | Вер 1995 | Бордо, Франція        | Тверде     | Яхія Думбіа         | 4–6, 4–6                     |

### Парний розряд: 35 (20–15)
| Легенда                |
| ---------------------- |
| Великий Шлем (1)       |
| Tennis Masters Cup (1) |
| Серія Мастерс ATP (2)  |
| Серія турнірів ATP (2) |
| Тур ATP (14)           |

| Титули за покриттям |
| ------------------- |
| Тверде (7)          |
| Ґрунт (3)           |
| Трава (1)           |
| Килим (9)           |

| Результат | Ранг | Дата     | Турнір                                         | Покриття   | Партнер            | Суперник                            | Рахунок            |
| --------- | ---- | -------- | ---------------------------------------------- | ---------- | ------------------ | ----------------------------------- | ------------------ |
| Поразка   | 1.   | Вер 1984 | Тель-Авів, Ізраїль                             | Тверде     | Колін Даудесвелл   | Пітер Дуен Браян Левін              | 3–6, 4–6           |
| Перемога  | 1.   | Жов 1985 | Тулуза, Франція                                | Тверде (i) | Рікардо Акунья     | Павел Сложил Томаш Шмід             | 3–6, 6–2, 9–7      |
| Поразка   | 2.   | Лис 1985 | Гонконг                                        | Тверде     | Томаш Шмід         | Бред Дрюетт Кім Ворвік              | 3–6, 6–4, 2–6      |
| Перемога  | 2.   | Кві 1986 | Ніцца, Франція                                 | Ґрунт      | Павел Сложил       | Гері Доннеллі Колін Даудесвелл      | 6–3, 4–6, 11–9     |
| Поразка   | 3.   | Жов 1986 | Тулуза, Франція                                | Тверде (i) | Павел Сложил       | Мілослав Мечирж Томаш Шмід          | 2–6, 6–3, 4–6      |
| Перемога  | 3.   | Лис 1987 | Париж, Франція                                 | Килим      | Клаудіо Медзадрі   | Скотт Девіс Девід Пейт              | 7–6, 6–2           |
| Перемога  | 4.   | Жов 1988 | Базель, Швейцарія                              | Тверде (i) | Томаш Шмід         | Джеремі Бейтс Петер Лундгрен        | 6–3, 6–1           |
| Перемога  | 5.   | Лют 1989 | Мілан, Італія                                  | Килим      | Джон Макінрой      | Гайнц Ґюнтгардт Балаж Тароці        | 6–3, 6–4           |
| Поразка   | 4.   | Лют 1989 | Ліон, Франція                                  | Килим      | Джон Макінрой      | Ерік Єлен Мікаель Мортенсен         | 2–6, 6–3, 3–6      |
| Перемога  | 6.   | Бер 1989 | Індіан-Веллс, США                              | Тверде     | Борис Бекер        | Кевін Каррен Девід Пейт             | 7–6, 7–5           |
| Перемога  | 7.   | Кві 1989 | Відкритий чемпіонат Маямі з тенісу, США        | Тверде     | Андерс Яррід       | Джим Грабб Патрік Макінрой          | 6–3, ret.          |
| Поразка   | 5.   | Лис 1989 | Париж, Франція                                 | Килим      | Ерік Віноградскі   | Джон Фіцджеральд Андерс Яррід       | 6–7, 4–6           |
| Перемога  | 8.   | Лис 1989 | Вемблі, Англія                                 | Килим      | Джон Макінрой      | Джеремі Бейтс Кевін Каррен          | 6–1, 7–6           |
| Перемога  | 9.   | Лют 1990 | Штуттґард, Західна Німеччина                   | Килим      | Гі Форже           | Мікаель Мортенсен Том Нейссен       | 6–3, 6–2           |
| Перемога  | 10.  | Чер 1990 | Rosmalen Grass Court Championships, Нідерланди | Трава      | Міхаель Штіх       | Джим Грабб Патрік Макінрой          | 7–6, 6–3           |
| Перемога  | 11.  | Сер 1990 | Connecticut Open, США                          | Тверде     | Гі Форже           | Удо Ріглевскі Міхаель Штіх          | 2–6, 6–3, 6–4      |
| Перемога  | 12.  | Жов 1990 | Tokyo Indoor, Японія                           | Килим      | Гі Форже           | Скотт Девіс Девід Пейт              | 7–6, 7–5           |
| Перемога  | 13.  | Жов 1990 | Стокгольм, Швеція                              | Килим      | Гі Форже           | Джон Фітцджералд Андерс Яррід       | 6–4, 6–2           |
| Перемога  | 14.  | Лис 1990 | Фінал ATP, Sanctuary Cove                      | Тверде     | Гі Форже           | Еміліо Санчес Вікаріо Серхіо Касаль | 6–4, 7–6, 5–7, 6–4 |
| Поразка   | 6.   | Лип 1991 | Гштад, Швейцарія                               | Ґрунт      | Гі Форже           | Гері Мюллер Дані Віссер             | 6–7, 4–6           |
| Перемога  | 15.  | Вер 1991 | Базель, Швейцарія                              | Тверде (i) | Патрік Макінрой    | Петр Корда Джон Макінрой            | 3–6, 7–6, 7–6      |
| Поразка   | 7.   | Жов 1991 | Відень, Австрія                                | Килим      | Патрік Макінрой    | Андерс Яррід Гері Мюллер            | 4–6, 5–7           |
| Поразка   | 8.   | Лют 1992 | Брюссель, Бельгія                              | Килим      | Гі Форже           | Борис Беккер Джон Макінрой          | 3–6, 2–6           |
| Перемога  | 16.  | Тра 1992 | Рим, Італія                                    | Ґрунт      | Марк Россе         | Вейн Феррейра Марк Кратцманн        | 6–4, 3–6, 6–1      |
| Перемога  | 17.  | Чер 1992 | Відкритий чемпіонат Франції з тенісу, Париж    | Ґрунт      | Марк Россе         | Девід Адамс Андрій Ольховський      | 7–6, 6–7, 7–5      |
| Перемога  | 18.  | Жов 1992 | Ліон, Франція                                  | Килим      | Марк Россе         | Ніл Брод Стефан Крюґер              | 6–1, 6–3           |
| Поразка   | 9.   | Тра 1994 | Мадрид, Іспанія                                | Ґрунт      | Жан-Філіпп Флер'ян | Рікард Берг Менно Остінг            | 3–6, 4–6           |
| Поразка   | 10.  | Лип 1994 | Washington Open, США                           | Тверде     | Йонас Бйоркман     | Грант Коннелл Патрік Гелбрайт       | 4–6, 6–4, 3–6      |
| Перемога  | 19.  | Жов 1994 | Ліон, Франція                                  | Килим      | Євген Кафельников  | Мартін Дамм Патрік Рафтер           | 6–7, 7–6, 7–6      |
| Поразка   | 11.  | Бер 1995 | Санкт-Петербург, Росія                         | Килим      | Євген Кафельников  | Мартін Дамм Андерс Яррід            | 4–6, 2–6           |
| Поразка   | 12.  | Жов 1995 | Токіо Indoor, Японія                           | Килим      | Патрік Макінрой    | Якко Елтінг Паул Гаргейс            | 6–7, 4–6           |
| Перемога  | 20.  | Жов 1995 | Ліон, Франція                                  | Килим      | Євген Кафельников  | Джон-Лаффньє де Ягер Вейн Феррейра  | 6–3, 6–3           |
| Поразка   | 13.  | Бер 1996 | Milan, Італія                                  | Килим      | Гі Форже           | Андреа Гауденці Горан Іванишевич    | 4–6, 5–7           |
| Поразка   | 14.  | Тра 1996 | Гамбург, Німеччина                             | Ґрунт      | Гі Форже           | Марк Ноулз (тенісист) Деніел Нестор | 2–6, 4–6           |
| Поразка   | 15.  | Чер 1996 | Відкритий чемпіонат Франції, Париж             | Ґрунт      | Гі Форже           | Євген Кафельников Даніель Вацек     | 2–6, 3–6           |

## Досягнення
| W | Ф | ПФ | ЧФ | #Р | КТ | К# | DNQ | A | NH |

### Одиночний розряд
| Турнір                                 | 1983                                              | 1984                                              | 1985                                              | 1986                                              | 1987                                              | 1988                                              | 1989                                              | 1990 | 1991 | 1992 | 1993 | 1994 | 1995 | 1996 | SR     | В-П   |
| -------------------------------------- | ------------------------------------------------- | ------------------------------------------------- | ------------------------------------------------- | ------------------------------------------------- | ------------------------------------------------- | ------------------------------------------------- | ------------------------------------------------- | ---- | ---- | ---- | ---- | ---- | ---- | ---- | ------ | ----- |
| Турніри Великого шолома                |                                                   |                                                   |                                                   |                                                   |                                                   |                                                   |                                                   |      |      |      |      |      |      |      |        |       |
| Відкритий чемпіонат Австралії з тенісу |                                                   | 3р                                                | 3р                                                | NH                                                | 2р                                                | 1р                                                | 1р                                                | 1р   | 1р   | 1р   |      | 2р   | 1р   | 2р   | 0 / 11 | 5–11  |
| Відкритий чемпіонат Франції з тенісу   |                                                   | 2р                                                | 2р                                                | 2р                                                | 1р                                                | 3р                                                | 4р                                                | 2р   | ЧФ   | 1р   | 2р   | 1р   | 1р   | 3р   | 0 / 13 | 16–13 |
| Вімблдонський турнір                   | 3р                                                | 2р                                                | 1р                                                | 3р                                                | 4р                                                | 2р                                                | 1р                                                | 2р   | 2р   | 3р   | 3р   | 3р   | 1р   | 4р   | 0 / 14 | 20–14 |
| Відкритий чемпіонат США з тенісу       |                                                   | 1р                                                | 1р                                                | 1р                                                | 3р                                                | 4р                                                |                                                   | 3р   | 3р   | 2р   | 2р   |      | 2р   | 4р   | 0 / 11 | 15–11 |
| В-П                                    | 2–1                                               | 3–4                                               | 3–4                                               | 3–3                                               | 5–4                                               | 6–4                                               | 3–3                                               | 4–4  | 7–4  | 3–4  | 4–3  | 3–3  | 1–4  | 9–4  | 0 / 49 | 56–49 |
| Серія Мастерс ATP                      |                                                   |                                                   |                                                   |                                                   |                                                   |                                                   |                                                   |      |      |      |      |      |      |      |        |       |
| Індіан-Веллс                           | До 1990 року турніри не належали до серії Мастерс | До 1990 року турніри не належали до серії Мастерс | До 1990 року турніри не належали до серії Мастерс | До 1990 року турніри не належали до серії Мастерс | До 1990 року турніри не належали до серії Мастерс | До 1990 року турніри не належали до серії Мастерс | До 1990 року турніри не належали до серії Мастерс |      |      | ЧФ   | 2р   |      |      | 2р   | 0 / 3  | 5–3   |
| Відкритий чемпіонат Маямі з тенісу     | До 1990 року турніри не належали до серії Мастерс | До 1990 року турніри не належали до серії Мастерс | До 1990 року турніри не належали до серії Мастерс | До 1990 року турніри не належали до серії Мастерс | До 1990 року турніри не належали до серії Мастерс | До 1990 року турніри не належали до серії Мастерс | До 1990 року турніри не належали до серії Мастерс | ЧФ   | 3р   | ПФ   | 3р   |      |      | 3р   | 0 / 5  | 11–5  |
| Монте-Карло                            | До 1990 року турніри не належали до серії Мастерс | До 1990 року турніри не належали до серії Мастерс | До 1990 року турніри не належали до серії Мастерс | До 1990 року турніри не належали до серії Мастерс | До 1990 року турніри не належали до серії Мастерс | До 1990 року турніри не належали до серії Мастерс | До 1990 року турніри не належали до серії Мастерс | 1р   |      | 1р   | 1р   |      |      |      | 0 / 3  | 0–3   |
| Рим                                    | До 1990 року турніри не належали до серії Мастерс | До 1990 року турніри не належали до серії Мастерс | До 1990 року турніри не належали до серії Мастерс | До 1990 року турніри не належали до серії Мастерс | До 1990 року турніри не належали до серії Мастерс | До 1990 року турніри не належали до серії Мастерс | До 1990 року турніри не належали до серії Мастерс | 1р   | 2р   | 2р   | 1р   |      |      | 1р   | 0 / 5  | 2–5   |
| Гамбург                                | До 1990 року турніри не належали до серії Мастерс | До 1990 року турніри не належали до серії Мастерс | До 1990 року турніри не належали до серії Мастерс | До 1990 року турніри не належали до серії Мастерс | До 1990 року турніри не належали до серії Мастерс | До 1990 року турніри не належали до серії Мастерс | До 1990 року турніри не належали до серії Мастерс | 2р   |      |      |      |      |      | 1р   | 0 / 2  | 1–2   |
| Мастерс Канада                         | До 1990 року турніри не належали до серії Мастерс | До 1990 року турніри не належали до серії Мастерс | До 1990 року турніри не належали до серії Мастерс | До 1990 року турніри не належали до серії Мастерс | До 1990 року турніри не належали до серії Мастерс | До 1990 року турніри не належали до серії Мастерс | До 1990 року турніри не належали до серії Мастерс | ПФ   | ЧФ   |      | 3р   | 2р   | 1р   | 1р   | 0 / 6  | 9–6   |
| Мастерс Цинциннаті                     | До 1990 року турніри не належали до серії Мастерс | До 1990 року турніри не належали до серії Мастерс | До 1990 року турніри не належали до серії Мастерс | До 1990 року турніри не належали до серії Мастерс | До 1990 року турніри не належали до серії Мастерс | До 1990 року турніри не належали до серії Мастерс | До 1990 року турніри не належали до серії Мастерс | ЧФ   | 2р   | 1р   | 2р   |      |      | 2р   | 0 / 5  | 6–5   |
| Стокгольм                              | До 1990 року турніри не належали до серії Мастерс | До 1990 року турніри не належали до серії Мастерс | До 1990 року турніри не належали до серії Мастерс | До 1990 року турніри не належали до серії Мастерс | До 1990 року турніри не належали до серії Мастерс | До 1990 року турніри не належали до серії Мастерс | До 1990 року турніри не належали до серії Мастерс | 2р   | 3р   | 2р   | 2р   |      |      |      | 0 / 4  | 4–4   |
| Париж                                  | До 1990 року турніри не належали до серії Мастерс | До 1990 року турніри не належали до серії Мастерс | До 1990 року турніри не належали до серії Мастерс | До 1990 року турніри не належали до серії Мастерс | До 1990 року турніри не належали до серії Мастерс | До 1990 року турніри не належали до серії Мастерс | До 1990 року турніри не належали до серії Мастерс | ЧФ   | 2р   | ПФ   | 1р   | 2р   | ЧФ   |      | 0 / 6  | 10–6  |
| В-П                                    | До 1990 року турніри не належали до серії Мастерс | До 1990 року турніри не належали до серії Мастерс | До 1990 року турніри не належали до серії Мастерс | До 1990 року турніри не належали до серії Мастерс | До 1990 року турніри не належали до серії Мастерс | До 1990 року турніри не належали до серії Мастерс | До 1990 року турніри не належали до серії Мастерс | 16–8 | 6–6  | 12–7 | 6–8  | 2–2  | 3–2  | 3–6  | 0 / 39 | 48–39 |
| Ranking                                | 179                                               | 91                                                | 33                                                | 32                                                | 23                                                | 8                                                 | 30                                                | 17   | 20   | 36   | 71   | 70   | 35   | 74   |        |       |

### Парний розряд
| Турнір                                 | 1983                                              | 1984                                              | 1985                                              | 1986                                              | 1987                                              | 1988                                              | 1989                                              | 1990 | 1991 | 1992 | 1993 | 1994 | 1995 | 1996 | SR     | В-П   |
| -------------------------------------- | ------------------------------------------------- | ------------------------------------------------- | ------------------------------------------------- | ------------------------------------------------- | ------------------------------------------------- | ------------------------------------------------- | ------------------------------------------------- | ---- | ---- | ---- | ---- | ---- | ---- | ---- | ------ | ----- |
| Турніри Великого шолома                |                                                   |                                                   |                                                   |                                                   |                                                   |                                                   |                                                   |      |      |      |      |      |      |      |        |       |
| Відкритий чемпіонат Австралії з тенісу |                                                   | 1р                                                |                                                   | NH                                                | 3р                                                | 1р                                                | 2р                                                | 3р   | 1р   | 2р   |      | 2р   | ЧФ   | ПФ   | 0 / 10 | 12–10 |
| Відкритий чемпіонат Франції з тенісу   |                                                   | 1р                                                | 2р                                                | 2р                                                | 1р                                                | 1р                                                | 3р                                                | 1р   | 3р   | П    | 1р   | 2р   | ПФ   | Ф    | 1 / 13 | 22–12 |
| Вімблдонський турнір                   | 2р                                                | 2р                                                | 1р                                                | ПФ                                                | 2р                                                |                                                   | 3р                                                | 3р   |      | ПФ   | 1р   | 1р   | ЧФ   | ЧФ   | 0 / 12 | 21–12 |
| Відкритий чемпіонат США з тенісу       |                                                   |                                                   | 1р                                                | 1р                                                | 1р                                                | 3р                                                |                                                   | ЧФ   | 1р   | 2р   | 1р   |      | 2р   | ПФ   | 0 / 10 | 11–10 |
| В-П                                    | 1–1                                               | 1–3                                               | 1–3                                               | 5–3                                               | 2–4                                               | 2–3                                               | 5–3                                               | 6–4  | 2–3  | 12–3 | 0–3  | 2–3  | 11–4 | 16–4 | 1 / 45 | 66–44 |
| Серія Мастерс ATP                      |                                                   |                                                   |                                                   |                                                   |                                                   |                                                   |                                                   |      |      |      |      |      |      |      |        |       |
| Індіан-Веллс                           | До 1990 року турніри не належали до серії Мастерс | До 1990 року турніри не належали до серії Мастерс | До 1990 року турніри не належали до серії Мастерс | До 1990 року турніри не належали до серії Мастерс | До 1990 року турніри не належали до серії Мастерс | До 1990 року турніри не належали до серії Мастерс | До 1990 року турніри не належали до серії Мастерс |      |      | 1р   | 2р   |      |      | 2р   | 0 / 3  | 1–3   |
| Відкритий чемпіонат Маямі з тенісу     | До 1990 року турніри не належали до серії Мастерс | До 1990 року турніри не належали до серії Мастерс | До 1990 року турніри не належали до серії Мастерс | До 1990 року турніри не належали до серії Мастерс | До 1990 року турніри не належали до серії Мастерс | До 1990 року турніри не належали до серії Мастерс | До 1990 року турніри не належали до серії Мастерс | ПФ   | 2р   | 3р   |      |      |      | 2р   | 0 / 4  | 5–4   |
| Монте-Карло                            | До 1990 року турніри не належали до серії Мастерс | До 1990 року турніри не належали до серії Мастерс | До 1990 року турніри не належали до серії Мастерс | До 1990 року турніри не належали до серії Мастерс | До 1990 року турніри не належали до серії Мастерс | До 1990 року турніри не належали до серії Мастерс | До 1990 року турніри не належали до серії Мастерс | ЧФ   |      | ЧФ   | 2р   |      |      |      | 0 / 3  | 3–3   |
| Рим                                    | До 1990 року турніри не належали до серії Мастерс | До 1990 року турніри не належали до серії Мастерс | До 1990 року турніри не належали до серії Мастерс | До 1990 року турніри не належали до серії Мастерс | До 1990 року турніри не належали до серії Мастерс | До 1990 року турніри не належали до серії Мастерс | До 1990 року турніри не належали до серії Мастерс | 1р   | ПФ   | П    | 1р   |      |      | 1р   | 1 / 5  | 8–4   |
| Гамбург                                | До 1990 року турніри не належали до серії Мастерс | До 1990 року турніри не належали до серії Мастерс | До 1990 року турніри не належали до серії Мастерс | До 1990 року турніри не належали до серії Мастерс | До 1990 року турніри не належали до серії Мастерс | До 1990 року турніри не належали до серії Мастерс | До 1990 року турніри не належали до серії Мастерс | ЧФ   |      |      |      |      |      | Ф    | 0 / 2  | 4–2   |
| Мастерс Канада                         | До 1990 року турніри не належали до серії Мастерс | До 1990 року турніри не належали до серії Мастерс | До 1990 року турніри не належали до серії Мастерс | До 1990 року турніри не належали до серії Мастерс | До 1990 року турніри не належали до серії Мастерс | До 1990 року турніри не належали до серії Мастерс | До 1990 року турніри не належали до серії Мастерс | 1р   | ЧФ   |      | 1р   | 2р   | ЧФ   | 1р   | 0 / 6  | 5–6   |
| Мастерс Цинциннаті                     | До 1990 року турніри не належали до серії Мастерс | До 1990 року турніри не належали до серії Мастерс | До 1990 року турніри не належали до серії Мастерс | До 1990 року турніри не належали до серії Мастерс | До 1990 року турніри не належали до серії Мастерс | До 1990 року турніри не належали до серії Мастерс | До 1990 року турніри не належали до серії Мастерс | ПФ   | 1р   | ПФ   | 1р   |      |      | 1р   | 0 / 5  | 6–5   |
| Штутгарт (Стокгольм)                   | До 1990 року турніри не належали до серії Мастерс | До 1990 року турніри не належали до серії Мастерс | До 1990 року турніри не належали до серії Мастерс | До 1990 року турніри не належали до серії Мастерс | До 1990 року турніри не належали до серії Мастерс | До 1990 року турніри не належали до серії Мастерс | До 1990 року турніри не належали до серії Мастерс | П    | ЧФ   |      |      |      |      | 2р   | 1 / 3  | 6–2   |
| Париж                                  | До 1990 року турніри не належали до серії Мастерс | До 1990 року турніри не належали до серії Мастерс | До 1990 року турніри не належали до серії Мастерс | До 1990 року турніри не належали до серії Мастерс | До 1990 року турніри не належали до серії Мастерс | До 1990 року турніри не належали до серії Мастерс | До 1990 року турніри не належали до серії Мастерс | ЧФ   | 2р   | 2р   | 2р   |      | ЧФ   | 2р   | 0 / 6  | 3–6   |
| В-П                                    | До 1990 року турніри не належали до серії Мастерс | До 1990 року турніри не належали до серії Мастерс | До 1990 року турніри не належали до серії Мастерс | До 1990 року турніри не належали до серії Мастерс | До 1990 року турніри не належали до серії Мастерс | До 1990 року турніри не належали до серії Мастерс | До 1990 року турніри не належали до серії Мастерс | 13–7 | 7–6  | 12–5 | 1–6  | 1–1  | 3–2  | 4–8  | 2 / 37 | 41–35 |
| Ranking                                | 180                                               | 107                                               | 47                                                | 39                                                | 35                                                | 47                                                | 5                                                 | 12   | 39   | 8    | 180  | 49   | 24   | 9    |        |       |